# 亚瑟·盖尔斯敦
亚瑟·W·盖尔斯敦（英語：Arthur W. Galston，1920年4月21日—2008年6月15日）是一名美国植物生理学家和生物伦理学家。他在还是个研究生时，发现了一种促进大豆落叶的化学物质TIBA（2,3,5-三碘苯甲酸）。在该物质的基础上，美军的生物武器专家制造了曾在越战中大规模使用的橙剂。自1965年，盖尔斯敦开始游说科学界和政府部门，并促使了美国国防部研究橙剂对人类的毒性，最终使尼克松总统于1970年禁止了橙剂的使用。盖尔斯敦曾多次前往越南和中国，他是第一批受邀请来到中华人民共和国的美国科学家。1971年，盖尔斯敦在上海受到周恩来总理的接见。

## 生平
盖尔斯敦出生于经济萧条时期（Depression_of_1920–21）的布鲁克林。他的目标曾是成为一名医学博士，但由于经济原因，他进入了纽约州居民可免费就读的康乃尔大学农业学院（隶属于纽约州立大学但实际由康乃尔大学运营的法定学院），在农业学院学习预备课程期间，受到教授的影响他对植物学产生了兴趣。一年结束后，他选择留在了农业学院攻读植物学，尽管已经被兽医学院录取。1940年，盖尔斯敦获得了科学学士学位，得到了伊利诺伊大学厄巴纳-尚佩恩分校的一个教职。
之后他在伊利诺伊大学学习植物学和生物化学，1943年，盖尔斯敦在寻找加速大豆开花结实的物质时发现了2,3,5-三碘苯甲酸。而该物质不仅能够加速大豆开花，高浓度时还能促进大豆落叶。

## 战时服务
二战期间，英属马来亚的橡胶产地被日本占领，希望对反法西斯战争做贡献的盖尔斯敦加入了加州理工学院的灰白银胶菊（汁液可制作橡胶）研究项目。到1944年底，美国在合成石油基橡胶方面取得了成功，对银胶菊研究的兴趣减弱了。
1944年7月，他被征兵参加了美国海军，曾在冲绳基地服役。他最终在琉球列島美國軍政府担任自然资源官员，直到1946年退役。

## 生物伦理

2,3,5-三碘苯甲酸(2,3,5-Triiodobenzoic acid)

1951年，美军医疗司令部的生化武器专家在2,3,5-三碘苯甲酸的基础上开发出了橙剂，美军在越战中大肆使用橙剂，严重破坏的植被触动了盖尔斯敦，他和一小批科学家开始积极反对政府的化学武器政策。
盖尔斯敦深受其研究进展的影响。 1972年，他描述了自己的观点：
我曾经认为，只要不从事任何可能转为邪恶或破坏性目的的项目，就可以避免卷入科学的反社会后果。我了解到事情并非那么简单，几乎任何科学发现都可能在适当的社会压力下被歪曲或扭曲。在我看来，对于一个关注其工作的社会后果的科学家来说，唯一的办法就是坚持到底。他对社会的责任不会随着权威科学论文的发表而终止。相反，如果他的发现转化为对实验室之外的世界的某种影响，在大多数情况下，他会想要跟进以了解它被用于建设性的而不是反人类的目的......科学现在也是有效地改变我们的世界，允许科学发现的社会后果随机产生。需要进行一些审查和监管，我相信科学家必须在任何旨在执行此类任务的机构中发挥重要作用。
虽然美国政府辩称像橙剂这样的除草剂不符合化学武器的条件，但盖尔斯敦断言它们的使用违反了1966年12月5日联合国关于在战时使用“窒息性、有毒或其他气体”的决议，并且 “类似的液体、材料或设备”。他很清楚它们的使用对环境的破坏性影响，并警告它们可能对动物和人类以及植物有害。 盖尔斯敦访问了越南和中国，亲眼目睹了越南的环境破坏情况。
从 1965 年开始，盖尔斯敦游说他的科学同事和政府停止使用橙剂。 盖尔斯敦和美国遗传学家馬修·梅瑟生 (Matthew S. Meselson) 呼吁美国国防部调查橙剂的人类毒理学。 国防部进行的研究发现，橙剂会导致实验室老鼠的先天缺陷。 1971年，这一信息导致美国总统理查德·尼克松禁止使用该物质。  后来的研究表明，橙剂含有高浓度的致畸二恶英。
盖尔斯敦于1977年至2004年为耶鲁大学的大学生教授生物伦理学。 在2003-2004 年，他的介绍性生物伦理学课程吸引了460名学生，使其成为耶鲁学院最受欢迎的课程之一。 1990年他作为生物学家退休后，他加入耶鲁大学社会与政策研究所，在那里他帮助建立了生物伦理学跨学科中心。